# 1В14
Машина 1В14 (по классификации НАТО ACRV M1974/2a) — советский и российский передвижной командный наблюдательный пункт разведки артиллерийской батареи. Входит в состав комплекса средств автоматизации управления огнём (КСАУО) самоходной артиллерии 1В12 «Машина-С».

## Описание конструкции
Машина 1В14 комплекса 1В12 создана на базе шасси МТ-ЛБу. Выполняет роль подвижного командно-наблюдательного пункта батареи. Ведёт разведку и в тесном взаимодействии с мотострелковыми и танковыми подразделениями в ходе боя управляет огнём батареи. Машина 1В14 решает задачи ведения разведки местности и противника, определяет координаты целей, ведёт корректировку и пристрелку огня. Также машина 1В14 поддерживает связь с командирами подчинённых, поддерживаемых и приданных подразделений и со штабом.
В состав экипажа машины входят 6 человек:
1. Механик-водитель;
2. Разведчик-дальномерщик;
3. Радиотелефонист;
4. Старший радиотелефонист;
5. Командир отделения (по совместительству оператор-топогеодезист);
6. Командир батареи.

### Броневой корпус и башня
Весь экипаж машины и оборудование размещаются внутри корпуса гусеничного шасси МТ-ЛБу. Основными элементами шасси являются: корпус, силовая установка, силовая передача, ходовая часть и средства жизнеобеспечения. Корпус выполнен из броневой стали и представляет собой несущую цельносварную конструкцию. Защита корпуса позволяет предохранить экипаж от воздействия пуль, осколков, а также радиоактивной пыли. Корпус разделяется на два отделения: отделение управления и аппаратное отделение. Между ними находится установка с ходовым двигателем.
В отделении управления располагаются рабочие места механика-водителя, радиотелефониста и командира батареи. Кроме того имеются три запасных сидения. В аппаратном отделении находятся два сидения. Одно для старшего радиотелефониста, второе запасное для командира батареи. Перед сидениями установлены откидные столики.
Башня также выполнена из броневой стали и позволяет производить круговой обзор местности с использованием установленных в ней приборов наблюдения. Конструкция башни сварная. Окна с приборами защищены откидными бронированными крышками и лючками. Башня устанавливается на вращающийся погон, расположенный на корпусе машины. Поворот башни осуществляется с помощью специального поворотного редуктора, причём как вручную через маховик, так и от электродвигателя, управление которым осуществляется с помощью специального пульта привода управления башни. При совершении маршей башня застопоривается.

### Средства наблюдения и связи
Перед рабочим местом радиотелефониста расположен столик в неподвижной части которого закреплён полевой телефонный коммутатор П-193М. Над столиком имеется приёмопередатчик радиостанции Р-123М. Кроме того, слева в углу аппаратного отделения находятся радиостанция Р-107М и два телефонных аппарата.
В состав перевозимых и установленных приборов связи 1В14 входят:
1. УКВ радиостанция Р-123М;
2. Широкодиапазонная переносная радиостанция Р-107М;
3. Коммутационная аппаратура для обеспечения внутренней связи 1Т803М;

В состав перевозимых и установленных приборов наблюдения 1В14 входят:
1. Комбинированный прибор наблюдения ННДВ;
2. Панорамический визир ВОП-7А;
3. Стереоскопический дальномер ДС-1;
4. Сапёрный дальномер ДСП-30;
5. Перископическая артиллерийская буссоль ПАБ-2М.

### Вооружение
В качестве основного вооружения используется 7,62-мм пулемёт ПКМБ. Пулемёт перевозится в машине, при стрельбе устанавливается в специальную бронетранспортёрную установку, которая расположена на крыше башни. Возимый боекомплект составляет 1250 патронов. Кроме того имеется возможность ведения огня из личного оружия через специальные амбразуры в корпусе.

## Модификации
- 1В14 — машина командира батареи КСАУО 1В12
- 1В14-1 — машина командира батареи КСАУО 1В12-1
- 1В14-3 — машина командира батареи КСАУО 1В12-3
- 1В14-4 — машина командира батареи КСАУО 1В12-4
- 1В14М — машина командира батареи КСАУО 1В12М
- 1В14М-1 — машина командира батареи КСАУО 1В12М-1
- 1В14М-3 — машина командира батареи КСАУО 1В12М-3
- MT-LBu-P — финская модификация машины старшего офицера батареи 1В14

## Служба и боевое применение
1. Вторая чеченская война — использовались Российскими войсками[8]